# Усуријск
Усуријск (рус. Уссурийск) град је у Русији у Приморском крају. Према попису становништва из 2010. у граду је живело 157.946 становника.

## Становништво
Према прелиминарним подацима са пописа, у граду је 2010. живело 157.946 становника, 187 (0,12%) више него 2002.
| 1939.  | 1959.   | 1970.   | 1979.   | 1989.   | 2002.   | 2010.   |
| ------ | ------- | ------- | ------- | ------- | ------- | ------- |
| 71.867 | 104.310 | 128.235 | 146.782 | 158.016 | 157.759 | 158.004 |

## Градови побратими
- Муданђанг
- Changwon